# Szenttamás község
Szenttamás község (szerbül Општина Србобран / Opština Srbobran) egy közigazgatási egység (község, járás) Szerbiában, a Vajdaságban, a Dél-bácskai körzetben. Központja Szenttamás.

## Földrajz
A község (járás) Bácska középső részén terül el. Északon és nagyrészt keleten Óbecse község, délkeleten Zsablya község, délen Temerin község, nyugaton pedig Verbász község és Kishegyes község határolja. A község vizei a Ferenc-csatorna és a Bács-ér (Krivaja).

## Települések
A község (járás) három településből áll:
| \| Kishegyes község Óbecse község Verbász község Zsablya Temerin község SZENTTAMÁS Turia Nádalja \| \| térkép szerkesztése \| |                    |                   |                     |
| Magyar név | Szerb név (cirill) | Szerb név (latin) | Népesség (fő, 2011) |
| Nádalja | Надаљ              | Nadalj            | 2026                |
| Szenttamás | Србобран           | Srbobran          | 12151               |
| Turia | Турија             | Turija            | 2360                |
| Kishegyes község Óbecse község Verbász község Zsablya Temerin község SZENTTAMÁS Turia Nádalja                                 |                    |                   |                     |
| térkép szerkesztése |                    |                   |                     |

## Népesség
Lakossága 2002-ben 16 268 fő, 2011-ben pedig 16 317 fő volt.

### Etnikai összetétel
A 2002-es adatok szerint:
- szerbek 11 963 (67%)
- magyarok 3920 (21,95%)
- jugoszlávok 462 (2,58%)
- cigányok 361 (2,02%)
- egyebek

A 2011-es adatok szerint:
- szerbek 10 709 (65,63%)
- magyarok 3387 (20,75%)
- cigányok 629 (3,85%)
- horvátok 118 (0,72%)
- egyebek

Az összes település szerb többségű.